# Normativni izomorfizem
Normativno izomorfno spremembo oz. normativni izomorfizem poganjajo pritiski, ki jih povzročajo poklici. En način je legitimizacija, ki je neločljivo povezana z licenciranjem in priznavanjem izobraževalnih dosežkov. Druga so medorganizacijska omrežja, ki zajemajo organizacije. Normativi, razviti med izobraževanjem, se vnesejo v organizacije. Medsebojno zaposlovanje med obstoječimi industrijskimi podjetji prav tako spodbuja izomorfizem.
Ljudje z enako izobraževalno podlago se bodo problemov lotevali na zelo podoben enak način. Socializacija na delovnem mestu krepi te skladnosti.
Normativni izomorfizem je v nasprotju z mimetičnim izomorfizmom, kjer negotovost spodbuja posnemanje, in podoben prisilnemu izomorfizmu, kjer so organizacije prisiljene spremeniti zunanje sile.